# Cusseta (Georgie)
Cusseta je město v Chattahoochee County, v Georgii, ve Spojených státech amerických. V roce 2011 žilo ve městě 1109 obyvatel.

## Demografie
Podle sčítání lidí v roce 2000 žilo ve městě 1196 obyvatel, 436 domácností a 316 rodin. V roce 2011 žilo ve městě 553 mužů (49,9%), a 556 žen (50,1%). Průměrný věk obyvatele je 32 let.